# Spacewar!
A Spacewar! (Űrháború!) egy 1962-es videójáték, amelyet Steve Russell fejlesztett ki az MIT-n az egyetem 1961-ben üzembe helyezett PDP-1 számítógépén. A játék hamar népszerű lett, és számos korai miniszámítógépes rendszerre másolták át az amerikai akadémiai és kutatóintézetekben. Bár nem ez volt az első videojáték, de nagy eséllyel az első, amely egyetlen kutatóintézeten kívül is elérhető volt.
A játékot  E. E. "Doc" Smith amerikai sci-fi író Lensman regénysorozata inspirálta.

## Története
Két űrhajó szerepel a játékban, amelyeket természetesen emberek irányítanak. A lényeg az, hogy a játékosok elpusztítsák egymás hajóját, és ne csapódjanak neki a repülő aszteroidáknak/csillagoknak. A Spacewar! számítógépes játék gyorsan népszerűvé vált, először helyben, később elterjedve a kutatóintézetekben.

A Spacewar játék egy Java emuláción

Manapság már nem elérhető, habár így is kultusz státuszt ért el. Később más hasonló játékok készültek (Asteroids, Computer Space), amelyek gyakorlatilag a Spacewar! utánzatai, megpróbálták meglovagolni a sikerét. 
2007-ben a New York Times az egyik legjobb játéknak nevezte ki. 1978-ban ugyanilyen címmel, bár más írásmóddal („Space War”) megjelent a forradalmi játék Atari 2600 platformra.